# Dreifarbiger Jamaikakärpfling
Der Dreifarbige Jamaikakärpfling (Poecilia melanogaster), auch als Schwarzbauchkärpfling bekannt, ist ein Süßwasserzierfisch aus der Familie der Lebendgebärenden Zahnkarpfen.

## Merkmale
Männchen dieser Art werden 4 bis 4,5 cm, Weibchen 5,5 bis 6 cm groß. Der Körperbau ist schlank, der Kopf klein sowie spitz zulaufend. Jungtiere zeigen eine olivgrüne und graubraune Grundfärbung. Ausgewachsene Exemplare zeigen zusätzlich ein über den anderen Farben liegendes glänzendes Blau. Bei den Männchen ist die Blaufärbung besonders ausgeprägt. Von der Körpermitte bis zum Ansatz der Schwanzflosse zeigen beide Geschlechter mehrere schwarze Querstreifen. Die Weibchen besitzen einen ungewöhnlich großen Trächtigkeitsfleck, der die Hälfte der Bauchregion ausmachen kann. Bei keiner anderen Art aus der Untergattung Limia erreicht der Trächtigkeitsfleck diese Größe. Die Flossen sind gelb getönt. Die Rũcken- und die Schwanzflosse von Alphamännchen kann zusätzlich schwarz umrandet sein.

## Vorkommen und Lebensweise
Der Kärpfling lebt endemisch auf Jamaika. Er kommt dort sowohl in sauberen, flachen und schnell fließenden Gewässern mit wenig Vegetation als auch angrenzenden Sumpfgebieten mit reicher Sumpf- und Unterwasservegetation vor. Die von ihm bewohnten Gewässer heizen sich aufgrund der geringen Tiefe oft auf bis zu 30 °C auf.

## Fortpflanzung
Ungefähr alle vier Wochen bringen die Weibchen 20 bis 60, selten mehr, lebende Junge zur Welt. Die Jungfische sind bei der Geburt zirka sechs Millimeter lang. Nach fünf Monaten erreichen sie für gewöhnlich die Geschlechtsreife.

## Aquaristik
Der Jamaikakärpfling wurde 1908 erstmals nach Deutschland eingeführt. Er benötigt gut bepflanzte Aquarien mit einer Mindestlänge von 80 cm, da die Männchen die Weibchen stark treiben. An die Wasserwerte werden keine großen Ansprüche gestellt, lediglich die Wasserhärte sollte nicht zu gering sein (20–30° GH). An die Fütterung werden keine besonderen Anforderungen gestellt, allerdings steigert ausreichend Algenfutter die Vitalität der Fische. Der Jamaikakärpfling stellt eine ausdauernde und leicht nachzüchtbare Fischart dar. Durch Selektion sind Aquarienpopulation wesentlich intensiver als Wildfänge gefärbt.
Obwohl die Kärpflinge in ihrer Heimat Brackwasserzonen meiden, lassen sie sich total an Salzwasser umgewöhnen.